# Confissões de uma Mente Perigosa
Confessions of a Dangerous Mind (bra/prt: Confissões de uma Mente Perigosa) é um filme britano-canado-germano-estadunidense de 2002, dos gêneros comédia dramático-biográfica, suspense e policial, dirigido por George Clooney, com roteiro de Charlie Kaufman baseado no livro autobiográfico Confessions of a Dangerous Mind: An Unauthorized Autobiography, do apresentador e produtor de televisão Chuck Barris.

## Sinopse
Chuck Barris, um jovem cheio de vida, energia e concentrado numa carreira de sucesso na crescente indústria da televisão, percebe que está a ser vítima de perseguição por um homem suspeito, que rapidamente o leva para o mundo secreto e perigoso dos agentes da CIA.
Entretanto, Barris adquire fama como um dinâmico e perspicaz produtor de televisão, criando programas novos e inovadores, como os programas The Newlywed Game e The Gong Show, que ele próprio apresenta. Aos poucos, Barris vai incorporando nos seus programas de televisão relatos da sua vida secreta: os casais vencedores do programa The Dating Game ganham diversas viagens para "a fantástica Helsínquia" e a "romântica Berlim Ocidental" para o encontro dos seus sonhos – não é o mesmo que Paris, mas proporciona a Barris, que os acompanha, um disfarce perfeito para as suas missões secretas. Um dos que saíram vencedores mostra-se ser um espião comunista, não sendo percebido por Chuck.

## Elenco
- Sam Rockwell ..... Chuck Barris
- Drew Barrymore ..... Penny
- George Clooney ..... Jim Byrd
- Julia Roberts ..... Patricia
- Rutger Hauer ..... Keeler
- Maggie Gyllenhaal ..... Debbie
- David Hirsch ..... Freddie Cannon
- Jerry Weintraub ..... Larry
- Frank Fontaine ..... executivo da ABC
- Rachelle Lefevre ..... Tuvia aos 25 anos
- Chelsea Ceci ..... Tuvia aos 8 anos
- Michael Cera ..... Chuck aos 8 e 11 anos
- Robert John Burke ..... instrutor Jenks
- Kristen Wilson ..... Loretta
- Richard Kind ..... executivo
- Brad Pitt ..... Brad
- Matt Damon ..... Matt
- Fred Savage

## Principais prêmios e indicações
Festival de Berlim 2003 (Alemanha)
- Venceu na categoria de melhor ator (Sam Rockwell)
- Indicado na categoria de melhor filme.